# Port Saunders
Port Saunders est une municipalité située dans la province de Terre-Neuve-et-Labrador, dans le nord-ouest de Terre-Neuve.